# Bi đá trên băng tại Thế vận hội Mùa đông 2018 - Đôi nam nữ
Giải đấu bi đá trên băng đôi nam nữ của Thế vận hội Mùa đông 2018 diễn ra tại Gangneung Curling Centre từ 8 tới 13 tháng 2 năm 2018. Tám quốc gia tham gia thi đấu vòng tròn một lượt chọn ra bốn đội đầu bảng vào vòng tranh huy chương. Đây là lần đầu tiên nội dung đôi nam nữ góp mặt tại Olympic.
Vào ngày 18 tháng 2 năm 2018, báo chí đưa tin nam vận động viên Alexander Krushelnitskiy của Nga thất bại trong bài kiểm tra chất kích thích và cần phải chờ kết quả lấy mẫu thử B. Sau khi mẫu thử B được lấy, Tòa án Trọng tài Thể thao (CAS) xác nhận họ đang tiến hành các thủ tục; ba ngày sau, CAS gạch tên đội Nga và tước huy chương đồng. Huy chương này được trao lại cho Na Uy.

## Đội hình
Các đội có một tay ném nam và một tay ném nữ, trong đó một người ném ở hiệp 1 và 5, trong khi người kia ném ở hiệp 2, 3 và 4.
| Canada                                                 | Trung Quốc                        | Phần Lan                            | Na Uy                                        |
| ------------------------------------------------------ | --------------------------------- | ----------------------------------- | -------------------------------------------- |
| Nữ: Kaitlyn Lawes Nam: John Morris                     | Nữ: Wang Rui Nam: Ba Dexin        | Nữ: Oona Kauste Nam: Tomi Rantamäki | Nữ: Kristin Skaslien Nam: Magnus Nedregotten |
| Vận động viên Olympic từ Nga                           | Hàn Quốc                          | Thụy Sĩ                             | Hoa Kỳ                                       |
| Nữ: Anastasia Bryzgalova Nam: Alexander Krushelnitskiy | Nữ: Jang Hye-ji Nam: Lee Ki-jeong | Nữ: Jenny Perret Nam: Martin Rios   | Nữ: Rebecca Hamilton Nam: Matt Hamilton      |

## Xếp hạng vòng bảng
Bảng xếp hạng vòng bảng
| Chú giải | Chú giải              |
| -------- | --------------------- |
|          | Đội thi đấu playoff   |
|          | Đội thi đấu phân hạng |

| Quốc gia                     | Tên                                             | T | B | ĐT | ĐB | Hiệp thắng | Hiệp thua | Hiệp hòa | Số hiệp steal | % ném |
| ---------------------------- | ----------------------------------------------- | - | - | -- | -- | ---------- | --------- | -------- | ------------- | ----- |
| Canada                       | Kaitlyn Lawes / John Morris                     | 6 | 1 | 52 | 26 | 28         | 20        | 0        | 9             | 80%   |
| Thụy Sĩ                      | Jenny Perret / Martin Rios                      | 5 | 2 | 45 | 40 | 29         | 26        | 0        | 10            | 71%   |
| Vận động viên Olympic từ Nga | Anastasia Bryzgalova / Alexander Krushelnitskiy | 4 | 3 | 36 | 44 | 26         | 27        | 1        | 7             | 67%   |
| Na Uy                        | Kristin Skaslien / Magnus Nedregotten           | 4 | 3 | 39 | 43 | 26         | 25        | 1        | 8             | 74%   |
| Trung Quốc                   | Wang Rui / Ba Dexin                             | 4 | 3 | 47 | 42 | 27         | 27        | 1        | 6             | 72%   |
| Hàn Quốc                     | Jang Hye-ji / Lee Ki-jeong                      | 2 | 5 | 40 | 40 | 23         | 29        | 1        | 7             | 67%   |
| Hoa Kỳ                       | Rebecca Hamilton / Matt Hamilton                | 2 | 5 | 37 | 43 | 26         | 25        | 0        | 9             | 74%   |
| Phần Lan                     | Oona Kauste / Tomi Rantamäki                    | 1 | 6 | 35 | 53 | 23         | 29        | 0        | 6             | 67%   |

## Kết quả vòng bảng
Giờ thi đấu là Giờ tiêu chuẩn Hàn Quốc (UTC+9).
| Đội                          | Canada | Trung Quốc | Phần Lan | Na Uy | Nga | Hàn Quốc | Thụy Sĩ | Hoa Kỳ | Thành tích |
| ---------------------------- | ------ | ---------- | -------- | ----- | --- | -------- | ------- | ------ | ---------- |
| Canada                       |        | 10–4       | 8–2      | 6–9   | 8–2 | 7–3      | 7–2     | 6–4    | 6–1        |
| Trung Quốc                   | 4–10   |            | 10–5     | 9–3   | 5–6 | 8–7      | 5–7     | 6–4    | 4–3        |
| Phần Lan                     | 2–8    | 5–10       |          | 6–7   | 5–7 | 4–9      | 6–7     | 7–5    | 1–6        |
| Na Uy                        | 9–6    | 3–9        | 7–6      |       | 3–4 | 8–3      | 6–5     | 3–10   | 4–3        |
| Vận động viên Olympic từ Nga | 2–8    | 6–5        | 7–5      | 4–3   |     | 6–5      | 8–9     | 3–9    | 4–3        |
| Hàn Quốc                     | 3–7    | 7–8        | 9–4      | 3–8   | 5–6 |          | 4–6     | 9–1    | 2–5        |
| Thụy Sĩ                      | 2–7    | 7–5        | 7–6      | 5–6   | 9–8 | 6–4      |         | 9–4    | 5–2        |
| Hoa Kỳ                       | 4–6    | 4–6        | 5–7      | 10–3  | 9–3 | 1–9      | 4–9     |        | 2–5        |

### Lượt 1
Thứ Năm, 8 tháng 2, 9:05
| Sân A                                                      | 1 | 2 | 3 | 4 | 5 | 6 | 7 | 8 | Tỉ số |
| Hoa Kỳ (R. Hamilton / M. Hamilton)                         | 3 | 0 | 1 | 1 | 2 | 0 | 2 | X | 9     |
| Vận động viên Olympic từ Nga (Bryzgalova / Krushelnitskiy) | 0 | 2 | 0 | 0 | 0 | 1 | 0 | X | 3     |

| Sân B                          | 1 | 2 | 3 | 4 | 5 | 6 | 7 | 8 | Tỉ số |
| Canada (Lawes / Morris)        | 1 | 0 | 3 | 0 | 2 | 0 | 0 | 0 | 6     |
| Na Uy (Skaslien / Nedregotten) | 0 | 3 | 0 | 1 | 0 | 2 | 1 | 2 | 9     |

| Sân C                         | 1 | 2 | 3 | 4 | 5 | 6 | 7 | 8 | Tỉ số |
| Hàn Quốc (Jang / Lee)         | 3 | 1 | 1 | 0 | 0 | 0 | 4 | X | 9     |
| Phần Lan (Kauste / Rantamäki) | 0 | 0 | 0 | 1 | 2 | 1 | 0 | X | 4     |

| Sân D                   | 1 | 2 | 3 | 4 | 5 | 6 | 7 | 8 | 9 | Tỉ số |
| Trung Quốc (Wang / Ba)  | 1 | 0 | 0 | 2 | 0 | 1 | 0 | 1 | 0 | 5     |
| Thụy Sĩ (Perret / Rios) | 0 | 1 | 1 | 0 | 1 | 0 | 2 | 0 | 2 | 7     |

### Lượt 2
Thứ Năm, 8 tháng 2, lúc 20:05
| Sân A                         | 1 | 2 | 3 | 4 | 5 | 6 | 7 | 8 | Tỉ số |
| Phần Lan (Kauste / Rantamäki) | 0 | 0 | 2 | 0 | 0 | 2 | 2 | 0 | 6     |
| Thụy Sĩ (Perret / Rios)       | 2 | 1 | 0 | 2 | 1 | 0 | 0 | 1 | 7     |

| Sân B                  | 1 | 2 | 3 | 4 | 5 | 6 | 7 | 8 | 9 | Tỉ số |
| Hàn Quốc (Jang / Lee)  | 0 | 1 | 0 | 0 | 4 | 0 | 2 | 0 | 0 | 7     |
| Trung Quốc (Wang / Ba) | 2 | 0 | 3 | 1 | 0 | 1 | 0 | 0 | 1 | 8     |

| Sân C                                                      | 1 | 2 | 3 | 4 | 5 | 6 | 7 | 8 | Tỉ số |
| Vận động viên Olympic từ Nga (Bryzgalova / Krushelnitskiy) | 0 | 1 | 0 | 1 | 1 | 0 | 0 | 1 | 4     |
| Na Uy (Skaslien / Nedregotten)                             | 0 | 0 | 1 | 0 | 0 | 1 | 1 | 0 | 3     |

| Sân D                              | 1 | 2 | 3 | 4 | 5 | 6 | 7 | 8 | Tỉ số |
| Hoa Kỳ (R. Hamilton / M. Hamilton) | 1 | 0 | 1 | 0 | 0 | 1 | 1 | 0 | 4     |
| Canada (Lawes / Morris)            | 0 | 1 | 0 | 1 | 3 | 0 | 0 | 1 | 6     |

### Lượt 3
Thứ Sáu, 9 tháng 2, 8:35
| Sân A                          | 1 | 2 | 3 | 4 | 5 | 6 | 7 | 8 | Tỉ số |
| Hàn Quốc (Jang / Lee)          | 0 | 0 | 0 | 1 | 0 | 2 | 0 | X | 3     |
| Na Uy (Skaslien / Nedregotten) | 1 | 3 | 1 | 0 | 1 | 0 | 2 | X | 8     |

| Sân B                              | 1 | 2 | 3 | 4 | 5 | 6 | 7 | 8 | Tỉ số |
| Hoa Kỳ (R. Hamilton / M. Hamilton) | 1 | 1 | 0 | 1 | 0 | 0 | 1 | 0 | 4     |
| Thụy Sĩ (Perret / Rios)            | 0 | 0 | 1 | 0 | 1 | 1 | 0 | 6 | 9     |

| Sân C                   | 1 | 2 | 3 | 4 | 5 | 6 | 7 | 8 | Tỉ số |
| Trung Quốc (Wang / Ba)  | 0 | 2 | 0 | 1 | 0 | 1 | 0 | X | 4     |
| Canada (Lawes / Morris) | 3 | 0 | 4 | 0 | 1 | 0 | 2 | X | 10    |

| Sân D                                                      | 1 | 2 | 3 | 4 | 5 | 6 | 7 | 8 | Tỉ số |
| Vận động viên Olympic từ Nga (Bryzgalova / Krushelnitskiy) | 0 | 0 | 4 | 0 | 1 | 2 | 0 | X | 7     |
| Phần Lan (Kauste / Rantamäki)                              | 2 | 1 | 0 | 1 | 0 | 0 | 1 | X | 5     |

### Lượt 4
Thứ Sáu, 9 tháng 2, 13:35
| Sân A                         | 1 | 2 | 3 | 4 | 5 | 6 | 7 | 8 | Tỉ số |
| Canada (Lawes / Morris)       | 1 | 0 | 1 | 1 | 0 | 5 | X | X | 8     |
| Phần Lan (Kauste / Rantamäki) | 0 | 1 | 0 | 0 | 1 | 0 | X | X | 2     |

| Sân B                                                      | 1 | 2 | 3 | 4 | 5 | 6 | 7 | 8 | 9 | Tỉ số |
| Trung Quốc (Wang / Ba)                                     | 0 | 0 | 0 | 3 | 0 | 0 | 1 | 1 | 0 | 5     |
| Vận động viên Olympic từ Nga (Bryzgalova / Krushelnitskiy) | 1 | 1 | 1 | 0 | 1 | 1 | 0 | 0 | 1 | 6     |

| Sân C                              | 1 | 2 | 3 | 4 | 5 | 6 | 7 | 8 | Tỉ số |
| Hoa Kỳ (R. Hamilton / M. Hamilton) | 0 | 1 | 0 | 0 | 0 | 0 | X | X | 1     |
| Hàn Quốc (Jang / Lee)              | 2 | 0 | 2 | 3 | 1 | 1 | X | X | 9     |

| Sân D                          | 1 | 2 | 3 | 4 | 5 | 6 | 7 | 8 | Tỉ số |
| Thụy Sĩ (Perret / Rios)        | 1 | 0 | 0 | 2 | 1 | 0 | 1 | 0 | 5     |
| Na Uy (Skaslien / Nedregotten) | 0 | 3 | 1 | 0 | 0 | 1 | 0 | 1 | 6     |

### Lượt 5
Thứ Bảy, 10 tháng 2, 9:05
| Sân A                              | 1 | 2 | 3 | 4 | 5 | 6 | 7 | 8 | Tỉ số |
| Trung Quốc (Wang / Ba)             | 0 | 1 | 0 | 1 | 1 | 1 | 0 | 2 | 6     |
| Hoa Kỳ (R. Hamilton / M. Hamilton) | 2 | 0 | 1 | 0 | 0 | 0 | 1 | 0 | 4     |

| Sân B                          | 1 | 2 | 3 | 4 | 5 | 6 | 7 | 8 | 9 | Tỉ số |
| Na Uy (Skaslien / Nedregotten) | 1 | 0 | 1 | 0 | 3 | 0 | 1 | 0 | 1 | 7     |
| Phần Lan (Kauste / Rantamäki)  | 0 | 2 | 0 | 1 | 0 | 2 | 0 | 1 | 0 | 6     |

| Sân C                   | 1 | 2 | 3 | 4 | 5 | 6 | 7 | 8 | Tỉ số |
| Canada (Lawes / Morris) | 0 | 4 | 0 | 1 | 1 | 1 | X | X | 7     |
| Thụy Sĩ (Perret / Rios) | 1 | 0 | 1 | 0 | 0 | 0 | X | X | 2     |

| Sân D                                                      | 1 | 2 | 3 | 4 | 5 | 6 | 7 | 8 | 9 | Tỉ số |
| Hàn Quốc (Jang / Lee)                                      | 1 | 0 | 1 | 0 | 0 | 1 | 0 | 2 | 0 | 5     |
| Vận động viên Olympic từ Nga (Bryzgalova / Krushelnitskiy) | 0 | 1 | 0 | 2 | 1 | 0 | 1 | 0 | 1 | 6     |

### Lượt 6
Thứ Bảy, 10 tháng 2, lúc 20:05
| Sân A                                                      | 1 | 2 | 3 | 4 | 5 | 6 | 7 | 8 | Tỉ số |
| Vận động viên Olympic từ Nga (Bryzgalova / Krushelnitskiy) | 0 | 0 | 1 | 0 | 1 | 0 | X | X | 2     |
| Canada (Lawes / Morris)                                    | 3 | 1 | 0 | 2 | 0 | 2 | X | X | 8     |

| Sân B                   | 1 | 2 | 3 | 4 | 5 | 6 | 7 | 8 | Tỉ số |
| Thụy Sĩ (Perret / Rios) | 2 | 1 | 0 | 1 | 1 | 0 | 1 | 0 | 6     |
| Hàn Quốc (Jang / Lee)   | 0 | 0 | 1 | 0 | 0 | 1 | 0 | 2 | 4     |

| Sân C                              | 1 | 2 | 3 | 4 | 5 | 6 | 7 | 8 | Tỉ số |
| Na Uy (Skaslien / Nedregotten)     | 0 | 3 | 0 | 0 | 0 | 0 | X | X | 3     |
| Hoa Kỳ (R. Hamilton / M. Hamilton) | 1 | 0 | 1 | 4 | 1 | 3 | X | X | 10    |

| Sân D                         | 1 | 2 | 3 | 4 | 5 | 6 | 7 | 8 | Tỉ số |
| Phần Lan (Kauste / Rantamäki) | 0 | 3 | 0 | 1 | 0 | 1 | 0 | X | 5     |
| Trung Quốc (Wang / Ba)        | 3 | 0 | 1 | 0 | 4 | 0 | 2 | X | 10    |

### Lượt 7
Chủ Nhật, 11 tháng 2, 9:05
| Sân A                          | 1 | 2 | 3 | 4 | 5 | 6 | 7 | 8 | Tỉ số |
| Na Uy (Skaslien / Nedregotten) | 0 | 1 | 1 | 0 | 1 | 0 | X | X | 3     |
| Trung Quốc (Wang / Ba)         | 1 | 0 | 0 | 3 | 0 | 5 | X | X | 9     |

| Sân B                              | 1 | 2 | 3 | 4 | 5 | 6 | 7 | 8 | Tỉ số |
| Phần Lan (Kauste / Rantamäki)      | 1 | 0 | 0 | 1 | 1 | 0 | 4 | 0 | 7     |
| Hoa Kỳ (R. Hamilton / M. Hamilton) | 0 | 1 | 1 | 0 | 0 | 1 | 0 | 2 | 5     |

| Sân C                                                      | 1 | 2 | 3 | 4 | 5 | 6 | 7 | 8 | Tỉ số |
| Thụy Sĩ (Perret / Rios)                                    | 0 | 2 | 0 | 0 | 2 | 2 | 0 | 3 | 9     |
| Vận động viên Olympic từ Nga (Bryzgalova / Krushelnitskiy) | 2 | 0 | 4 | 1 | 0 | 0 | 1 | 0 | 8     |

| Sân D                   | 1 | 2 | 3 | 4 | 5 | 6 | 7 | 8 | Tỉ số |
| Canada (Lawes / Morris) | 1 | 1 | 0 | 2 | 1 | 0 | 2 | X | 7     |
| Hàn Quốc (Jang / Lee)   | 0 | 0 | 2 | 0 | 0 | 1 | 0 | X | 3     |

## Trận đấu phụ
Chủ Nhật, 11 tháng 2, lúc 20:05
| Sân                            | 1 | 2 | 3 | 4 | 5 | 6 | 7 | 8 | Tỉ số |
| Trung Quốc (Wang / Ba)         | 2 | 0 | 1 | 0 | 2 | 0 | 2 | 0 | 7     |
| Na Uy (Skaslien / Nedregotten) | 0 | 3 | 0 | 1 | 0 | 4 | 0 | 1 | 9     |

| Tỉ lệ đưa bi | Tỉ lệ đưa bi | Tỉ lệ đưa bi       | Tỉ lệ đưa bi |
| Trung Quốc   | Trung Quốc   | Na Uy              | Na Uy        |
| ------------ | ------------ | ------------------ | ------------ |
| Wang Rui     | 64%          | Kristin Skaslien   | 77%          |
| Ba Dexin     | 68%          | Magnus Nedregotten | 88%          |
| Tổng         | 67%          | Tổng               | 83%          |

## Vòng tranh huy chương
|  | Bán kết | Bán kết                      | Bán kết |  |  | Tranh huy chương vàng | Tranh huy chương vàng               | Tranh huy chương vàng |
|  |         |                              |         |  |  |                       |                                     |                       |
|  | 1       | Canada                       | 8       |  |  |                       |                                     |                       |
|  | 4       | Na Uy                        | 4       |  |  |                       |                                     |                       |
|  |         |                              |         |  |  | 1                     | Canada                              | 10                    |
|  |         |                              |         |  |  | 2                     | Thụy Sĩ                             | 3                     |
|  | 2       | Thụy Sĩ                      | 7       |  |  |                       |                                     |                       |
|  | 3       | Vận động viên Olympic từ Nga | 5       |  |  | Tranh huy chương đồng | Tranh huy chương đồng               | Tranh huy chương đồng |
|  |         |                              |         |  |  |                       |                                     |                       |
|  |         |                              |         |  |  | 3                     | Vận động viên Olympic từ Nga (DSQ1) | B                     |
|  |         |                              |         |  |  | 4                     | Na Uy                               | T                     |

Ghi chú
1  Vận động viên Olympic từ Nga giành huy chương đồng, nhưng bị đánh loại do sử dụng doping.

### Bán kết
Thứ Hai, 12 tháng 2, 9:05
| Sân A                          | 1 | 2 | 3 | 4 | 5 | 6 | 7 | 8 | Tỉ số |
| Canada (Lawes / Morris)        | 2 | 0 | 0 | 1 | 2 | 0 | 3 | X | 8     |
| Na Uy (Skaslien / Nedregotten) | 0 | 1 | 1 | 0 | 0 | 2 | 0 | X | 4     |

| Tỉ lệ đưa bi  | Tỉ lệ đưa bi | Tỉ lệ đưa bi       | Tỉ lệ đưa bi |
| Canada        | Canada       | Na Uy              | Na Uy        |
| ------------- | ------------ | ------------------ | ------------ |
| Kaitlyn Lawes | 58%          | Kristin Skaslien   | 77%          |
| John Morris   | 82%          | Magnus Nedregotten | 66%          |
| Tổng          | 73%          | Tổng               | 70%          |

Thứ Hai, 12 tháng 2, lúc 20:05
| Sân C                                                      | 1 | 2 | 3 | 4 | 5 | 6 | 7 | 8 | Tỉ số |
| Vận động viên Olympic từ Nga (Bryzgalova / Krushelnitskiy) | 0 | 2 | 0 | 0 | 2 | 1 | 0 | 0 | 5     |
| Thụy Sĩ (Perret / Rios)                                    | 2 | 0 | 1 | 1 | 0 | 0 | 2 | 1 | 7     |

| Tỉ lệ đưa bi                 | Tỉ lệ đưa bi                 | Tỉ lệ đưa bi | Tỉ lệ đưa bi |
| Vận động viên Olympic từ Nga | Vận động viên Olympic từ Nga | Thụy Sĩ      | Thụy Sĩ      |
| ---------------------------- | ---------------------------- | ------------ | ------------ |
| Anastasia Bryzgalova         | 70%                          | Jenny Perret | 77%          |
| Alexander Krushelnitskiy     | 86%                          | Martin Rios  | 78%          |
| Tổng                         | 76%                          | Tổng         | 78%          |

### Tranh huy chương đồng
Thứ Ba, 13 tháng 2, 9:05
| Sân B                                                      | 1 | 2 | 3 | 4 | 5 | 6 | 7 | 8 | Tỉ số |
| Vận động viên Olympic từ Nga (Bryzgalova / Krushelnitskiy) | 2 | 1 | 0 | 2 | 0 | 1 | 1 | 1 | 8     |
| Na Uy (Skaslien / Nedregotten)                             | 0 | 0 | 2 | 0 | 2 | 0 | 0 | 0 | 4     |

Ghi chú
- Vận động viên Olympic từ Nga (đội giành huy chương đồng với tỉ số 8-4) bị truất quyền thi đấu do sử dụng doping.

| Tỉ lệ đưa bi       | Tỉ lệ đưa bi | Tỉ lệ đưa bi                 | Tỉ lệ đưa bi                 |
| Na Uy              | Na Uy        | Vận động viên Olympic từ Nga | Vận động viên Olympic từ Nga |
| ------------------ | ------------ | ---------------------------- | ---------------------------- |
| Kristin Skaslien   | 64%          | Anastasia Bryzgalova         | 83%                          |
| Magnus Nedregotten | 65%          | Alexander Krushelnitskiy     | 79%                          |
| Tổng               | 65%          | Tổng                         | 81%                          |

### Tranh huy chương vàng
Thứ Ba, 13 tháng 2, lúc 20:05
| Sân B                   | 1 | 2 | 3 | 4 | 5 | 6 | 7 | 8 | Tỉ số |
| Canada (Lawes / Morris) | 2 | 0 | 4 | 0 | 2 | 2 | X | X | 10    |
| Thụy Sĩ (Perret / Rios) | 0 | 2 | 0 | 1 | 0 | 0 | X | X | 3     |

| Tỉ lệ đưa bi Mỗi cú đưa bi được chấm theo thang điểm 4 | Tỉ lệ đưa bi Mỗi cú đưa bi được chấm theo thang điểm 4 | Tỉ lệ đưa bi Mỗi cú đưa bi được chấm theo thang điểm 4 | Tỉ lệ đưa bi Mỗi cú đưa bi được chấm theo thang điểm 4 | Tỉ lệ đưa bi Mỗi cú đưa bi được chấm theo thang điểm 4 | Tỉ lệ đưa bi Mỗi cú đưa bi được chấm theo thang điểm 4 | Tỉ lệ đưa bi Mỗi cú đưa bi được chấm theo thang điểm 4 | Tỉ lệ đưa bi Mỗi cú đưa bi được chấm theo thang điểm 4 | Tỉ lệ đưa bi Mỗi cú đưa bi được chấm theo thang điểm 4 | Tỉ lệ đưa bi Mỗi cú đưa bi được chấm theo thang điểm 4 | Tỉ lệ đưa bi Mỗi cú đưa bi được chấm theo thang điểm 4 | Tỉ lệ đưa bi Mỗi cú đưa bi được chấm theo thang điểm 4 | Tỉ lệ đưa bi Mỗi cú đưa bi được chấm theo thang điểm 4 | Tỉ lệ đưa bi Mỗi cú đưa bi được chấm theo thang điểm 4 | Tỉ lệ đưa bi Mỗi cú đưa bi được chấm theo thang điểm 4 | Tỉ lệ đưa bi Mỗi cú đưa bi được chấm theo thang điểm 4 | Tỉ lệ đưa bi Mỗi cú đưa bi được chấm theo thang điểm 4 | Tỉ lệ đưa bi Mỗi cú đưa bi được chấm theo thang điểm 4 | Tỉ lệ đưa bi Mỗi cú đưa bi được chấm theo thang điểm 4 | Tỉ lệ đưa bi Mỗi cú đưa bi được chấm theo thang điểm 4 | Tỉ lệ đưa bi Mỗi cú đưa bi được chấm theo thang điểm 4 | Tỉ lệ đưa bi Mỗi cú đưa bi được chấm theo thang điểm 4 | Tỉ lệ đưa bi Mỗi cú đưa bi được chấm theo thang điểm 4 | Tỉ lệ đưa bi Mỗi cú đưa bi được chấm theo thang điểm 4 | Tỉ lệ đưa bi Mỗi cú đưa bi được chấm theo thang điểm 4 | Tỉ lệ đưa bi Mỗi cú đưa bi được chấm theo thang điểm 4 | Tỉ lệ đưa bi Mỗi cú đưa bi được chấm theo thang điểm 4 | Tỉ lệ đưa bi Mỗi cú đưa bi được chấm theo thang điểm 4 | Tỉ lệ đưa bi Mỗi cú đưa bi được chấm theo thang điểm 4 | Tỉ lệ đưa bi Mỗi cú đưa bi được chấm theo thang điểm 4 | Tỉ lệ đưa bi Mỗi cú đưa bi được chấm theo thang điểm 4 | Tỉ lệ đưa bi Mỗi cú đưa bi được chấm theo thang điểm 4 |
| Tên                                                    | 1                                                      | 1                                                      | 1                                                      | 1                                                      | 1                                                      | 2                                                      | 2                                                      | 2                                                      | 2                                                      | 2                                                      | 3                                                      | 3                                                      | 3                                                      | 3                                                      | 3                                                      | 4                                                      | 4                                                      | 4                                                      | 4                                                      | 4                                                      | 5                                                      | 5                                                      | 5                                                      | 5                                                      | 5                                                      | 6                                                      | 6                                                      | 6                                                      | 6                                                      | 6                                                      | %                                                      |
| Canada                                                 | Canada                                                 | Canada                                                 | Canada                                                 | Canada                                                 | Canada                                                 | Canada                                                 | Canada                                                 | Canada                                                 | Canada                                                 | Canada                                                 | Canada                                                 | Canada                                                 | Canada                                                 | Canada                                                 | Canada                                                 | Canada                                                 | Canada                                                 | Canada                                                 | Canada                                                 | Canada                                                 | Canada                                                 | Canada                                                 | Canada                                                 | Canada                                                 | Canada                                                 | Canada                                                 | Canada                                                 | Canada                                                 | Canada                                                 | Canada                                                 | 79.3%                                                  |
| ------------------------------------------------------ | ------------------------------------------------------ | ------------------------------------------------------ | ------------------------------------------------------ | ------------------------------------------------------ | ------------------------------------------------------ | ------------------------------------------------------ | ------------------------------------------------------ | ------------------------------------------------------ | ------------------------------------------------------ | ------------------------------------------------------ | ------------------------------------------------------ | ------------------------------------------------------ | ------------------------------------------------------ | ------------------------------------------------------ | ------------------------------------------------------ | ------------------------------------------------------ | ------------------------------------------------------ | ------------------------------------------------------ | ------------------------------------------------------ | ------------------------------------------------------ | ------------------------------------------------------ | ------------------------------------------------------ | ------------------------------------------------------ | ------------------------------------------------------ | ------------------------------------------------------ | ------------------------------------------------------ | ------------------------------------------------------ | ------------------------------------------------------ | ------------------------------------------------------ | ------------------------------------------------------ | ------------------------------------------------------ |
| Kaitlyn Lawes                                          | 2                                                      |                                                        |                                                        |                                                        | X                                                      | 4                                                      |                                                        |                                                        |                                                        | 2                                                      | 4                                                      |                                                        |                                                        |                                                        | 4                                                      | 4                                                      |                                                        |                                                        |                                                        | 4                                                      | 4                                                      |                                                        |                                                        |                                                        | 0                                                      | 0                                                      |                                                        |                                                        |                                                        | 4                                                      | 72.7%                                                  |
| John Morris                                            |                                                        | 4                                                      | 4                                                      | 3                                                      |                                                        |                                                        | 4                                                      | 2                                                      | 4                                                      |                                                        |                                                        | 2                                                      | 4                                                      | 3                                                      |                                                        |                                                        | 4                                                      | 1                                                      | 4                                                      |                                                        |                                                        | 4                                                      | 3                                                      | 4                                                      |                                                        |                                                        | 2                                                      | 4                                                      | 4                                                      |                                                        | 83.3%                                                  |
| Thụy Sĩ                                                | Thụy Sĩ                                                | Thụy Sĩ                                                | Thụy Sĩ                                                | Thụy Sĩ                                                | Thụy Sĩ                                                | Thụy Sĩ                                                | Thụy Sĩ                                                | Thụy Sĩ                                                | Thụy Sĩ                                                | Thụy Sĩ                                                | Thụy Sĩ                                                | Thụy Sĩ                                                | Thụy Sĩ                                                | Thụy Sĩ                                                | Thụy Sĩ                                                | Thụy Sĩ                                                | Thụy Sĩ                                                | Thụy Sĩ                                                | Thụy Sĩ                                                | Thụy Sĩ                                                | Thụy Sĩ                                                | Thụy Sĩ                                                | Thụy Sĩ                                                | Thụy Sĩ                                                | Thụy Sĩ                                                | Thụy Sĩ                                                | Thụy Sĩ                                                | Thụy Sĩ                                                | Thụy Sĩ                                                | Thụy Sĩ                                                | 66.7%                                                  |
| Jenny Perret                                           | 3                                                      |                                                        |                                                        |                                                        | 4                                                      | 4                                                      |                                                        |                                                        |                                                        | 3                                                      | 3                                                      |                                                        |                                                        |                                                        | 4                                                      | 3                                                      |                                                        |                                                        |                                                        | 4                                                      | 4                                                      |                                                        |                                                        |                                                        | 0                                                      | 4                                                      |                                                        |                                                        |                                                        | 0                                                      | 75%                                                    |
| Martin Rios                                            |                                                        | 3                                                      | 2                                                      | 0                                                      |                                                        |                                                        | 4                                                      | 4                                                      | 4                                                      |                                                        |                                                        | 0                                                      | 1                                                      | 0                                                      |                                                        |                                                        | 2                                                      | 2                                                      | 2                                                      |                                                        |                                                        | 4                                                      | 2                                                      | 4                                                      |                                                        |                                                        | 4                                                      | 4                                                      | 2                                                      |                                                        | 61.1%                                                  |

## Xếp hạng chung cuộc
| Hạng | Đội                          |
| ---- | ---------------------------- |
| 1    | Canada                       |
| 2    | Thụy Sĩ                      |
| 3    | Na Uy                        |
| 4    | Trung Quốc                   |
| 5    | Hàn Quốc                     |
| 6    | Hoa Kỳ                       |
| 7    | Phần Lan                     |
| DSQ  | Vận động viên Olympic từ Nga |

## Thống kê

### Tỉ lệ đưa bi

#### Nữ
| # | Tên                        | 1  | 2  | 3  | 4  | 5  | 6  | 7  | Tổng |
| - | -------------------------- | -- | -- | -- | -- | -- | -- | -- | ---- |
| 1 | Kaitlyn Lawes (CAN)        | 72 | 70 | 77 | 75 | 77 | 86 | 78 | 76   |
| 2 | Becca Hamilton (USA)       | 85 | 81 | 69 | 65 | 72 | 54 | 75 | 72   |
| 2 | Wang Rui (CHN)             | 63 | 79 | 59 | 71 | 83 | 70 | 77 | 72   |
| 4 | Anastasia Bryzgalova (OAR) | 61 | 80 | 72 | 73 | 65 | 60 | 75 | 70   |
| 4 | Kristin Skaslien (NOR)     | 61 | 84 | 63 | 70 | 83 | 56 | 65 | 70   |
| 6 | Jenny Perret (SUI)         | 76 | 60 | 67 | 81 | 36 | 78 | 66 | 68   |
| 7 | Jang Hye-ji (KOR)          | 71 | 71 | 62 | 63 | 69 | 50 | 52 | 63   |
| 8 | Oona Kauste (FIN)          | 57 | 52 | 67 | 31 | 75 | 65 | 67 | 60   |

#### Nam
| # | Tên                            | 1  | 2  | 3  | 4  | 5  | 6  | 7  | Tổng |
| - | ------------------------------ | -- | -- | -- | -- | -- | -- | -- | ---- |
| 1 | John Morris (CAN)              | 80 | 92 | 73 | 85 | 78 | 90 | 80 | 82   |
| 2 | Magnus Nedregotten (NOR)       | 79 | 88 | 80 | 89 | 68 | 72 | 64 | 78   |
| 3 | Matt Hamilton (USA)            | 81 | 80 | 88 | 43 | 80 | 76 | 75 | 76   |
| 4 | Martin Rios (SUI)              | 81 | 73 | 66 | 85 | 71 | 74 | 69 | 74   |
| 5 | Ba Dexin (CHN)                 | 81 | 69 | 68 | 69 | 69 | 73 | 78 | 72   |
| 6 | Tomi Rantamäki (FIN)           | 64 | 74 | 67 | 71 | 70 | 73 | 75 | 71   |
| 7 | Lee Ki-jeong (KOR)             | 84 | 78 | 82 | 58 | 67 | 67 | 54 | 70   |
| 8 | Alexander Krushelnitskiy (OAR) | 55 | 58 | 63 | 73 | 65 | 63 | 65 | 64   |

#### Tổng cả đội
| # | Tên                                | 1  | 2  | 3  | 4  | 5  | 6  | 7  | Tổng |
| - | ---------------------------------- | -- | -- | -- | -- | -- | -- | -- | ---- |
| 1 | Canada (CAN)                       | 77 | 83 | 74 | 81 | 78 | 89 | 79 | 80   |
| 2 | Na Uy (NOR)                        | 72 | 86 | 74 | 81 | 74 | 66 | 64 | 74   |
| 2 | Hoa Kỳ (USA)                       | 82 | 81 | 80 | 52 | 77 | 68 | 75 | 74   |
| 4 | Trung Quốc (CHN)                   | 74 | 73 | 64 | 70 | 74 | 71 | 78 | 72   |
| 5 | Thụy Sĩ (SUI)                      | 81 | 71 | 76 | 68 | 55 | 76 | 68 | 71   |
| 6 | Phần Lan (FIN)                     | 61 | 65 | 67 | 55 | 72 | 72 | 72 | 67   |
| 6 | Hàn Quốc (KOR)                     | 77 | 72 | 64 | 76 | 71 | 60 | 53 | 67   |
| 6 | Vận động viên Olympic từ Nga (OAR) | 59 | 72 | 68 | 73 | 65 | 61 | 70 | 67   |